# صهاريج المعلقة

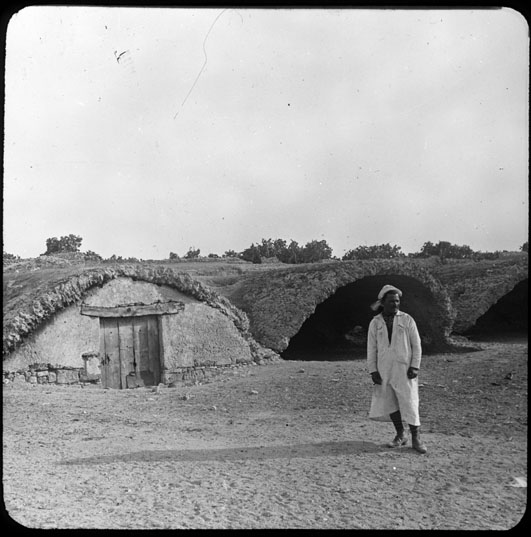
صورة قديمة لصهاريج مرتبة

خريطة الصهاريج

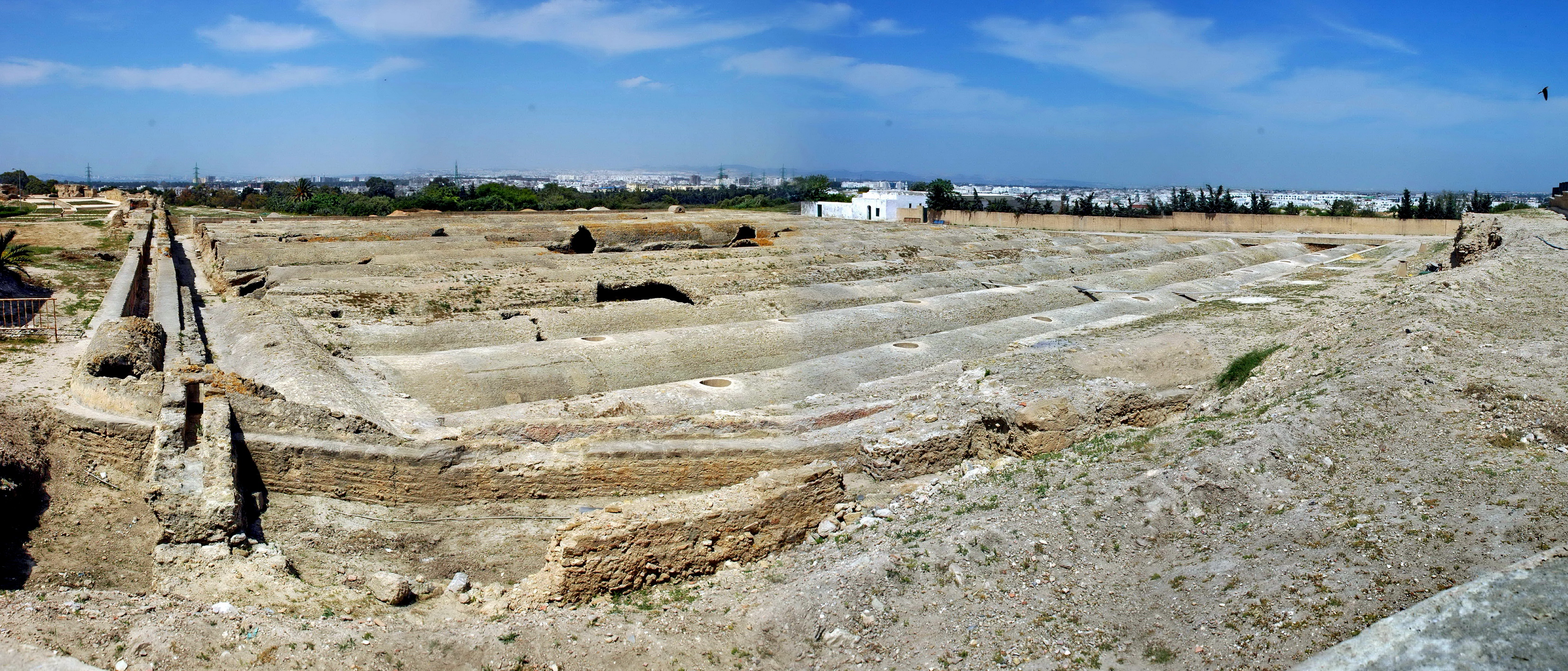
منظر عام للصهاريج

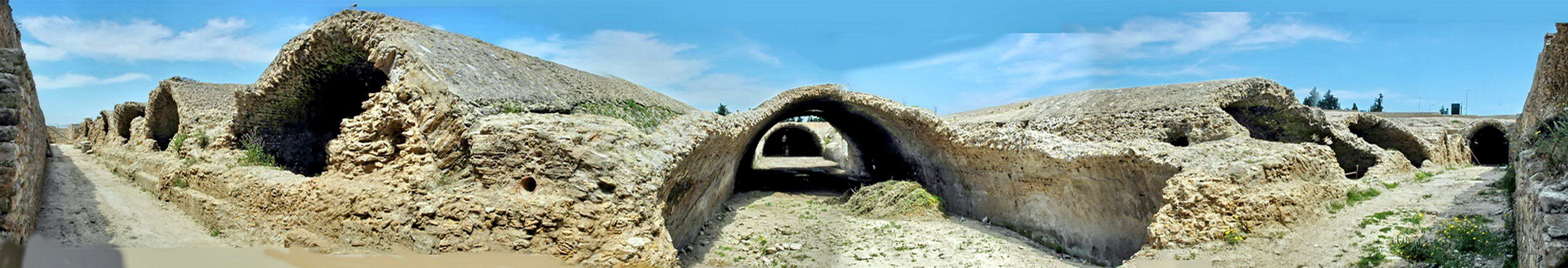
صورة بانورامية للصهاريج

صهاريج المعلقة هي مجموعة من الصهاريج ضمن المعالم الموجودة بالموقع الأثري بقرطاج في تونس.
وكانت قرطاج قديمة تسمى «المعلقة».
وتعتبر واحدة من أفضل المواقع المحافظ عليها من العصر الروماني. تتراوح سعة الخزانات من 50 إلى 60 ألف متر مكعب و هي معدة لتخزين المياه المتأتية عبر القناة من زغوان لتغطي حاجيات حمامات أنطونيوس بقرطاج أثناء الحقبة الرومانية بشمال إفريقيا [الإنجليزية]. وتدخل صهاريج المعلقة ضمن المواقع الأثرية بقرطاج المصنفة كقائمة التراث العالمي من الاليونسكو.

## معرض صور

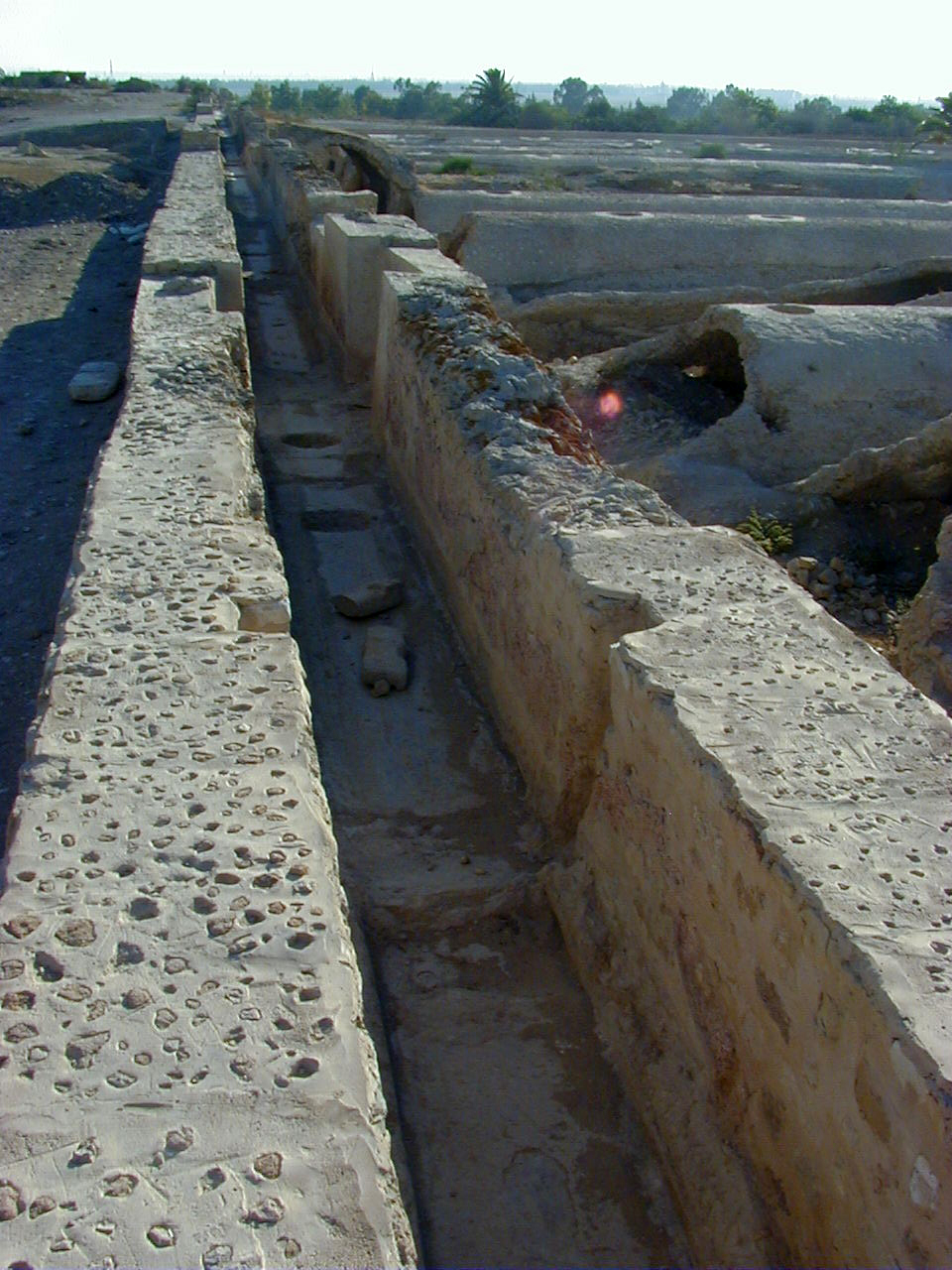
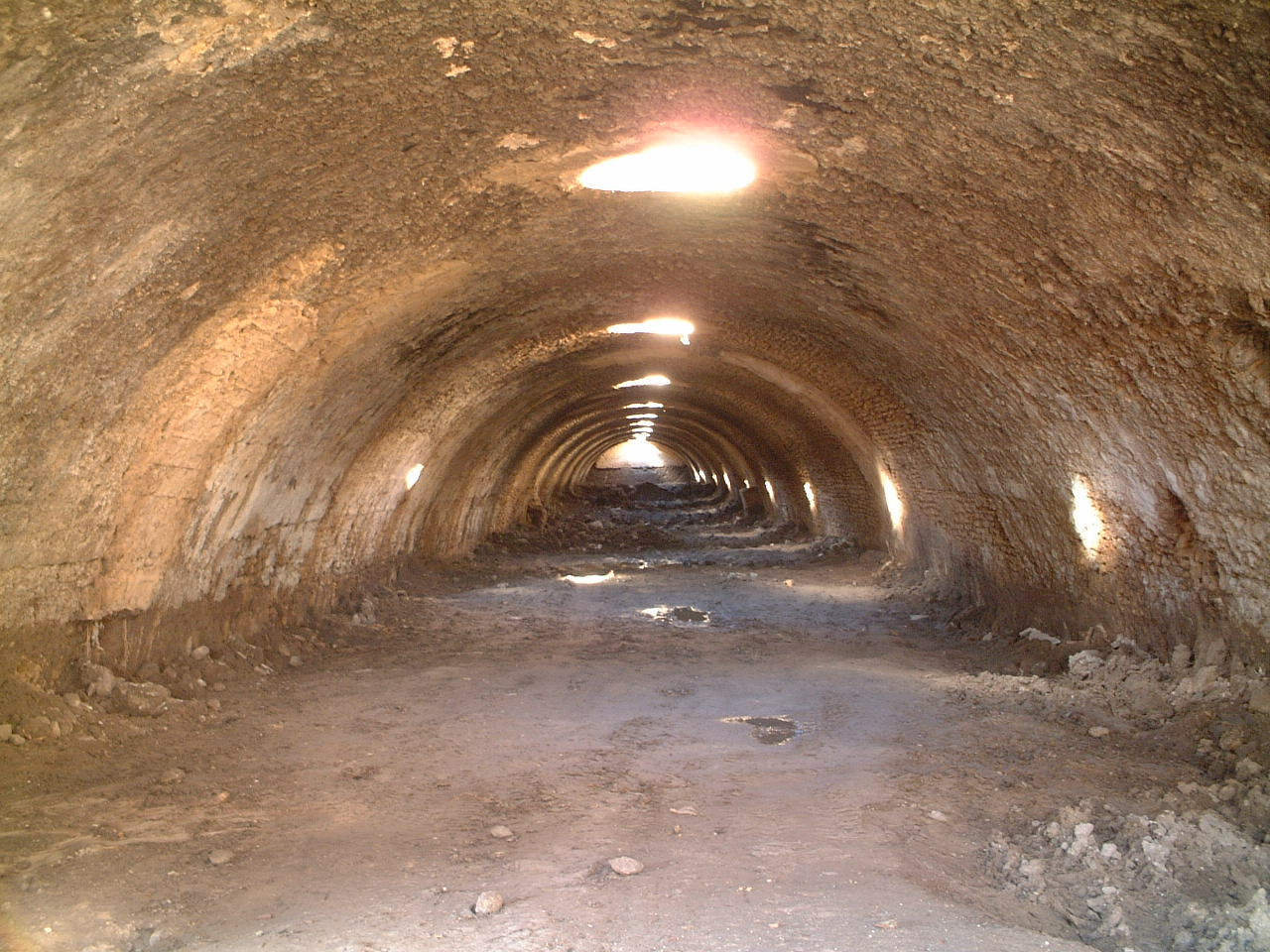
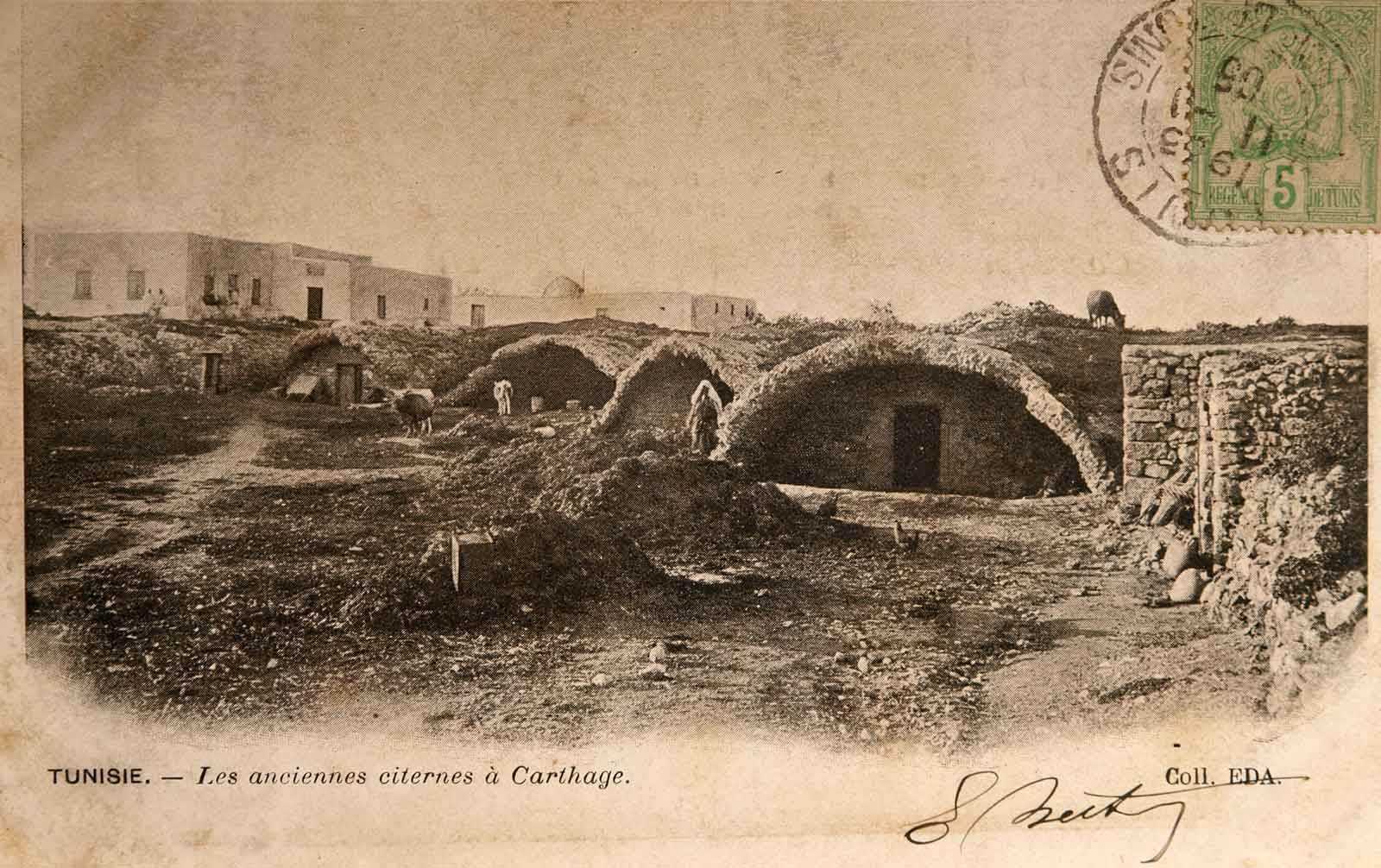

## وصلات خارجية
- (بالفرنسية) جاك الحقيقة «موقع المعلقة في قرطاج» نشرة CEDAC, n°10, 1989, pp. 41-47
- (بالفرنسية) أوغست Audollent, قرطاج رومين : 146 أفانت Jésus-Christ-698 بعد يسوع المسيح ، إد Fontemoing, باريس, 1901, p. 295